# Bridgetown (Misisipi)
Bridgetown es un lugar designado por el censo ubicado en el condado de DeSoto en el estado estadounidense de Misisipi. En el año 2010 tenía una población de 1,742 habitantes.

## Geografía
Bridgetown se encuentra ubicado en las coordenadas 34°53′33.18″N 89°54′22.78″O / 34.8925500, -89.9063278.